# Грузинська футбольна федерація
Грузинська футбольна федерація (груз. საქართველოს ფეხბურთის ფედერაცია) — асоціація, що здійснює контроль і управління футболом у Грузії. Штаб-квартира розташована у Тбілісі. ГФФ заснований у 1936 році, член ФІФА та УЄФА з 1992 року. Асоціація організовує діяльність та здійснює керування національними збірними з футболу, включаючи головну національну збірну.
Під егідою федерації проводяться футбольні матчі у професійній футбольній лізі.